# Kari Haakana
Kari Haakana (* 8. November 1973 in Outokumpu) ist ein ehemaliger finnischer Eishockeyspieler.

## Karriere
Kari Haakana begann seine Karriere als Eishockeyspieler bei Lukko Rauma, für das er in der Saison 1992/93 in der SM-liiga aktiv war. Anschließend spielte er fünf Jahre lang für die Espoo Blues, für die er bereits im Nachwuchsbereich auf dem Eis gestanden hatte. In den Jahren 1998 bis 2000 stand der Finne erstmals im europäischen Ausland unter Vertrag, als er für die Starbulls Rosenheim in der Deutschen Eishockey Liga spielte.
Anschließend kehrte der Verteidiger in seine finnische Heimat zurück, wo er zwei Spielzeiten für Jokerit Helsinki auflief, mit denen er 2002 erstmals Finnischer Meister wurde. In dieser Zeit wurde er im NHL Entry Draft 2001 in der achten Runde als insgesamt 248. Spieler von den Edmonton Oilers ausgewählt, für die er in der Saison 2002/03 insgesamt 13 Mal in der NHL spielte. Nach dem Jahr in Nordamerika verpflichtete MODO Hockey aus der schwedischen Elitserien den Finnen. Nach nur einer Spielzeit schloss sich dieser seinem Ex-Klub Espoo Blues an, für den er die folgenden beiden Saisons in der SM-liiga aktiv war. Gegen Ende der Saison 2005/06 folgte ein erneuter Abstecher in die DEL zum EV Duisburg, mit denen er in der Abstiegsrunde den Klassenerhalt erreichte.
Daraufhin blieb Haakana im Ausland und unterschrieb einen Vertrag in Schweden beim Erstligisten Skellefteå AIK, für den er zwei Jahre lang spielte, ehe er kurz vor den Playoffs der Saison 2007/08 nach Finnland ging, wo er mit Kärpät Oulu zum zweiten Mal in seiner Laufbahn finnischer Meister wurde. Im Anschluss an diesen Erfolg schloss sich Haakana deren Ligarivalen Pelicans Lahti an. Nach acht Spielen in der Abwehr vom Schweizer Erstligisten Kloten Flyers, wechselte er gegen Ende der Saison 2009/10 zum HC Valpellice in die italienische Serie A1. Im Sommer 2010 unterschrieb er bei HDD Olimpija Ljubljana. Der Finne beendete nach einer Verletzung Ende Oktober 2010 seine Karriere als aktiver Eishockeyspieler.

## Erfolge und Auszeichnungen
- 2002 Finnischer Meister mit Jokerit Helsinki
- 2008 Finnischer Meister mit Kärpät Oulu